# Aengwirden
Aengwirden, ook wel Ængwirden, Engwirden of Annewaerde, is een voormalige gemeente in de Nederlandse provincie Friesland.
Aengwirden was in de 18e eeuw tijdens de Republiek der Zeven Verenigde Nederlanden een grietenij van Zevenwouden. Na de inlijving bij Frankrijk ging Aengwirden op 1 januari 1812 op in de nieuw gevomde gemeente Tjalleberd. De naam van deze gemeente werd op 1 oktober 1816 gewijzigd in Aengwirden. Het gemeentehuis van Aengwirden bevond zich in Heerenveen.

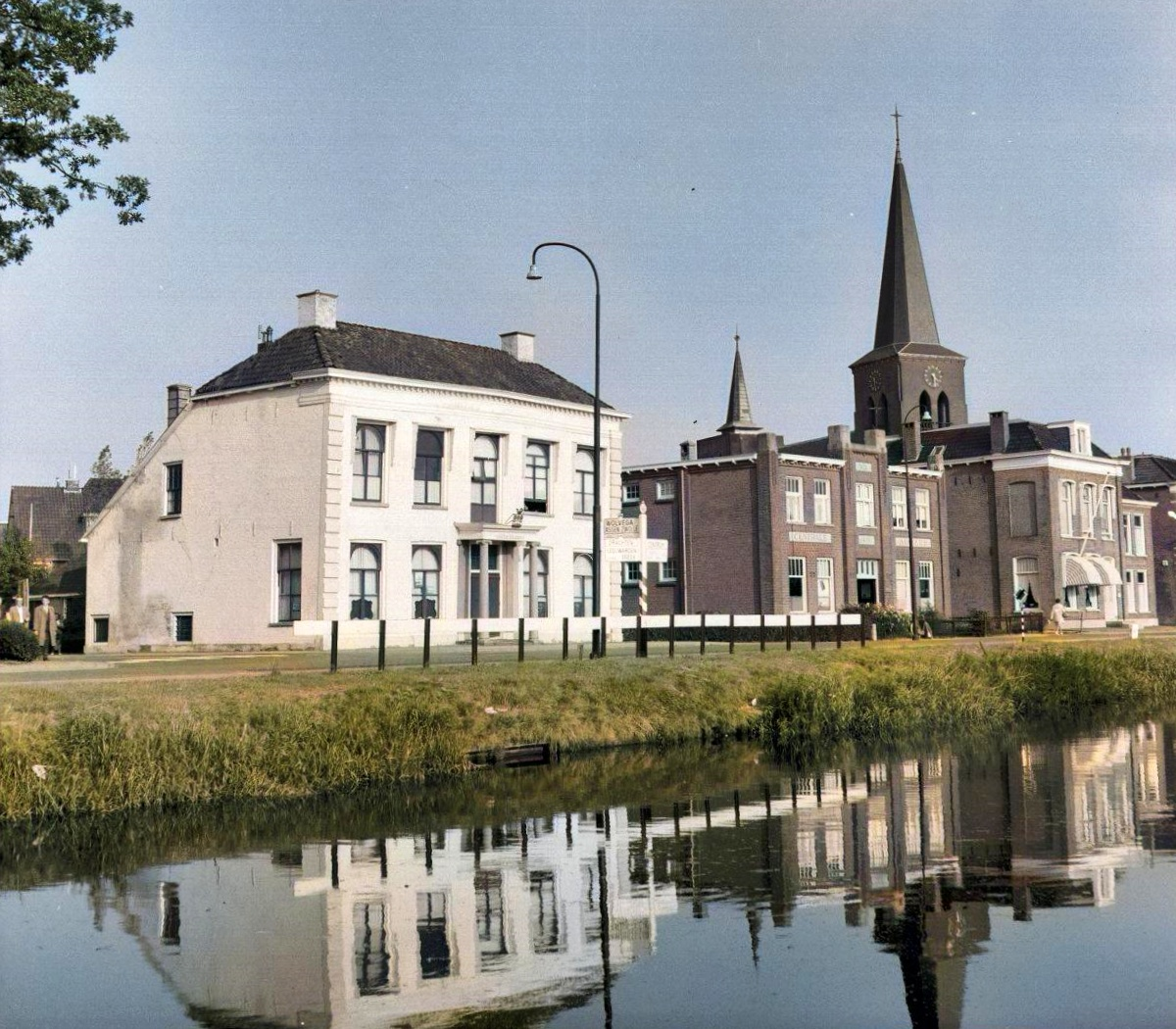
Aan de linkerzijde het voormalige gemeentehuis van Aengwirden aan de Fok in Heerenveen. Het gebouw met pilaren werd in 1965 gesloopt (foto 1963).

Bij een gemeentelijke herindeling in 1934 werd Aengwirden samen met de gemeente Schoterland en een deel van de gemeente Haskerland toegevoegd aan de nieuw ingestelde gemeente Heerenveen. De reden van de gemeentelijke herindeling was dat de kern van de plaats Heerenveen in de gemeente Schoterland over de grenzen uitgroeide tot in de delen van Aengwirden en Haskerland, en de gemeentegrenzen dus de uitbreiding van Heerenveen bemoeilijkten.

## Kernen (1933)
- Gersloot
- Heerenveen (gemeentehuis)
- Luinjeberd
- Terband
- Tjalleberd

## Sportverenigingen
- In 1986 werd in Tjalleberd een voetbalclub opgericht die de naam VV Aengwirden kreeg. De club vierde in 2006 zijn 20-jarig jubileum met de promotie naar de vierde klasse. Nooit eerder kwam de club op dat niveau uit.

- In 1999 werd te Heerenveen een roeivereniging opgericht door een oud-Aegir lid. Als naam voor deze Heerenveense Roeivereniging werd Aengwirden gekozen. De roeivereniging HRV Aengwirden ligt ten noorden van Heerenveen en haar thuiswater is het Heerenveens Kanaal, de Heeresloot en de Hooivaart. Die laatste twee zijn gelegen in de voormalige grietenij Aengwirden..